# Bibliothèque de Pergame

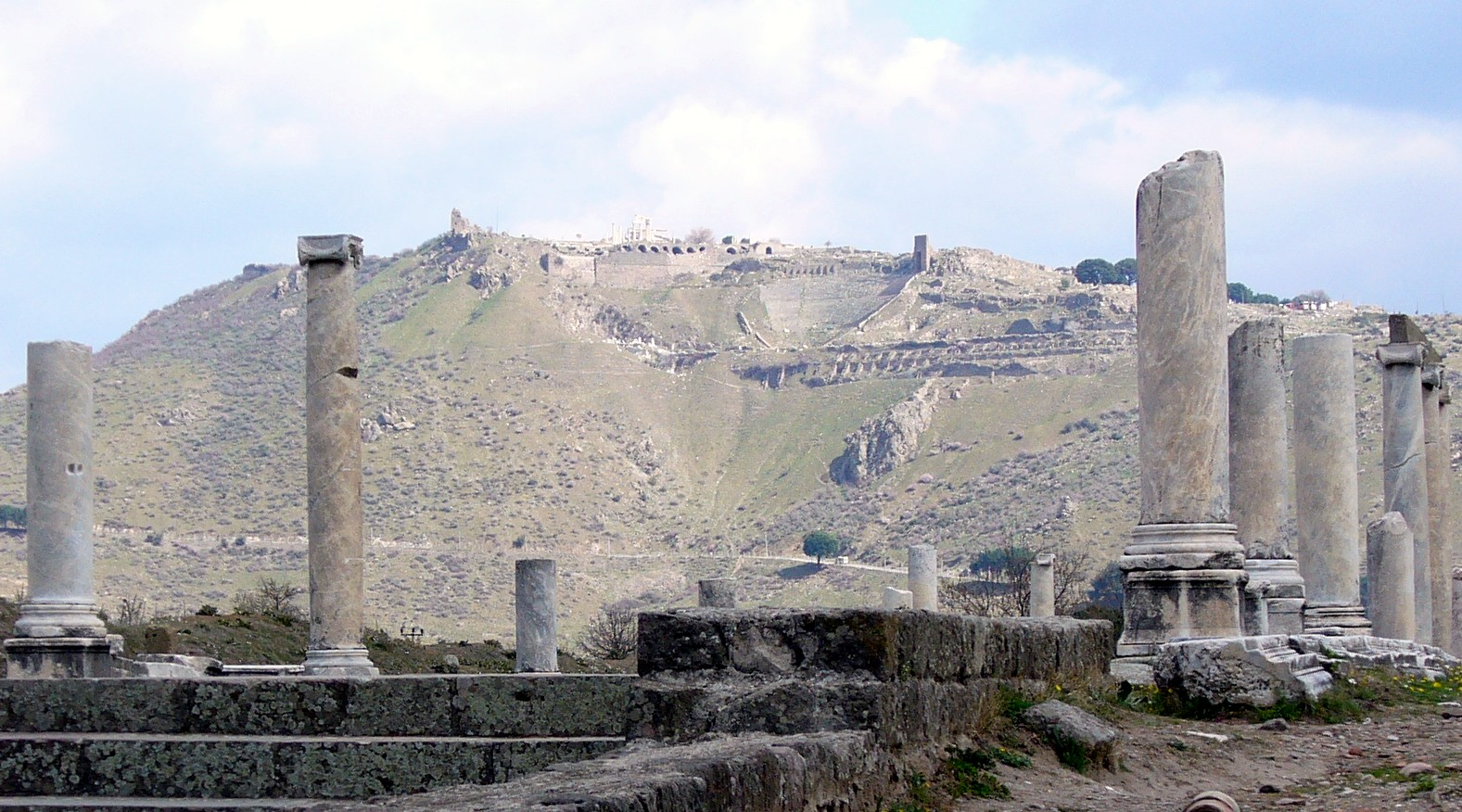
Colline de l'antique Pergame sur laquelle la bibliothèque a été construite (1991).

La bibliothèque de Pergame est une des plus importantes bibliothèques de l'Antiquité ; elle n'est dépassée, dans le monde grec, que par celle d'Alexandrie. Elle est située dans la polis (cité-État) de Pergame, en Asie Mineure (aujourd'hui Bergama en Turquie). Elle est développée par la dynastie hellénistique des Attalides, qui ont pris le pouvoir à Pergame et sa région à l'issue du conflit des diadoques.
Les informations écrites sur la bibliothèque de Pergame sont extrêmement rares. Il y a environ 15 passages de textes d’auteurs anciens, bien que la bibliothèque ne soit mentionnée que brièvement. 

## Pergame
La ville de Pergame est fondée au IIIe siècle av. J.-C. À l’époque hellénistique, Pergame était une importante ville grecque, située en Asie Mineure. Elle était dirigée par la dynastie des Attalides et s’est fortifié sous le règne d’Eumène II de Pergame, fils d’Attale Ier, qui a formé une alliance avec Rome, rompant ses liens avec la Macédoine.
Sous le règne d’Eumène II, la ville comptait plus de 200 000 habitants. De grands monuments ont été érigés à cette époque dont le grand autel de Pergame. En 133 av. J.-C., à la mort du fils et successeur d’Eumène II, Attale III, Pergame est léguée à la République romaine. Elle devient une ville de l’Empire ottoman à la suite de la chute de Constantinople.

## Les fouilles archéologiques
Les vestiges de la bibliothèque sont situés sur le plateau de la colline de l’acropole de Pergame sur laquelle se dressaient de nombreux bâtiments importants comme des sanctuaires et les palais royaux. La bibliothèque faisait partie du sanctuaire d’Athéna. Au pied de la colline, se trouvaient les quartiers résidentiels de la ville.  
Le temple d’Athéna, le plus ancien de la ville, était entouré sur trois côtés par des salles à colonnes à deux étages construites un peu plus tard. Sur le quatrième côté se trouvait le théâtre de Pergame. La bibliothèque se situait près des salles à colonnes du sanctuaire côté nord, à l’étage supérieur.
Le sanctuaire d’Athéna a été découvert par des archéologues allemands dans les années 1880. La bibliothèque se composait au total de quatre salles. La plus grande salle devait servir de salle de lecture ou de festivités, les trois plus petites pour abriter les ouvrages. Des vestiges partiellement intacts de murs de la roche trachyte de Pergame ont été préservés de la grande salle. En plus des restes du mur, une couche de pierre d'un mètre de large et de 50 centimètres de haut a été retrouvée.
Des étagères en bois pour les rouleaux auraient été montées sur cette fondation en pierre. Des trous dans les murs peuvent avoir été utilisés pour fixer des étagères. Devant les parties orientales de la fondation, un étroit ravin creusé dans le roc a été conservé à des fins inconnues, ainsi que deux prolongements pour le coulage ou l'écrémage. Une citerne creusée profondément dans la roche a été retrouvée dans l'angle sud-est.
Les statues d'Athéna étant mentionnées dans les sources comme des décorations de bibliothèque, la découverte d'une réplique d'Athéna Parthénos de 3,10 mètres de haut est particulièrement remarquable. Elle se tenait dans la salle de lecture principale.

Sur le bâtiment de la porte, par laquelle on pénétrait dans le sanctuaire, il y avait des ornements représentant des hiboux ainsi que d'autres motifs. Ils sont parfois interprétés comme des symboles pour la bibliothèque.

Plan du temple d'Athéna (1885) : dans les quatre salles au-dessus de la stoa au nord se trouve la bibliothèque.

## Histoire
Selon le géographe grec Strabon, ce serait Eumène II qui aurait fondé la bibliothèque. Cependant, il est possible que son père, Attale Ier, protecteur des arts et des sciences, ait été responsable de la collection initiale de rouleaux. Son fils aurait construit la bibliothèque et organisé les opérations. Elle servait probablement aussi à des fins représentatives dans le cadre de la politique culturelle des Attalides.
En 133 av. J.-C., les Romains ont hérité de l’Empire de Pergame. Mais aucune source n’existe concernant la fin de la bibliothèque. Cependant, des chercheurs ont émis plusieurs théories :
- De riches romains auraient acheté les rouleaux au Ier siècle av. J.-C. apporté à Rome[4].

- L’inventaire a été emporté à la Bibliothèque impériale de Constantinople au IVe siècle, où il a été victime de la destruction des biens culturels païens sous l’empereur Justinien Ier au VIe siècle[5].

Tout comme la bibliothèque d’Alexandrie, la bibliothèque de Pergame était destinée aux lettrés que le roi avait associés à sa cour, et possédait un catalogue, sans doute élaboré sur le modèle alexandrin.
Nous savons par Plutarque que la bibliothèque contenait 200 000 volumes,,. Il a également été transmis que les Pergaméens ont également essayé d’acheter des écrits anciens. Des rouleaux datant de 300 ans, des papyrus individuels et du bois de tilleul auraient été collectés et stockés à Pergame. On rapporte également que des écrits furent recherchés dans tout l’empire pour la construction de la bibliothèque. Au vu d’un commentaire laissé par Galien, on peut également penser que celui-ci aurait fait don de ses ouvrages à Pergame lorsqu’il a déménagé à Rome.
La taille de la bibliothèque nécessitait des systèmes de classification qui permettaient de distinguer un travail souhaité parmi les masses ou de localiser la littérature disponible sur un sujet particulier. Un catalogue de bibliothèque est mentionné dans les textes anciens, dans lequel les rouleaux de la bibliothèque étaient répertoriés. Le catalogue lui-même n'a pas survécu.
Le personnel de la bibliothèque de Pergame n’est pas connu. Cependant, comme à Alexandrie, il s’agissait d’érudits connus qui étaient proches de la maison dirigeante. Un nom a cependant été retrouvé. Il s’agit de Athénodore Cordylion, un philosophe grec, attesté comme chef de la bibliothèque, d'après Diogène Laërce qui cite Isidore de Pergame. Celui-ci affirme qu'Athénodore retrancha des ouvrages stoïciens tous les passages qui donnaient prise à la critique. Mais la fraude fut découverte plus tard, au grand danger d'Athénodore, et les passages concernés furent rétablit. Le philosophe et grammairien Cratès de Mallos aurait également été employé à la bibliothèque.
Les chercheurs se demandent cependant si la bibliothèque était ouverte au public, comme le prétend l’architecte romain Vitruve.
Selon des rapports anciens, il y avait une concurrence entre les bibliothèques de Pergame et d'Alexandrie. Le royaume de Pergame est le seul à avoir construit une bibliothèque suffisamment riche pour tenter de rivaliser avec le royaume Lagide.
On dit que la rivalité est allée si loin que le roi Ptolémée V a interdit l'exportation du matériel d'écriture le plus important, le papyrus, d'Égypte. Pergame a alors eu recours aux parchemins pour pallier ce manque. Pline l’Ancien raconte que ce serait la cause de l’invention du parchemin. Mais il est plus probable que le développement de la bibliothèque et la pénurie de papyrus incitèrent surtout la dynastie Attalides à améliorer les techniques du parchemin.
Les philologues pergaméens ont également repris des passages incompréhensibles des textes anciens lors de la compilation de leurs textes, tandis que les Alexandrins avaient tendance à corriger ces passages ou à les omettre entièrement.
Cette bibliothèque et son alter ego alexandrin constituèrent sans doute un modèle d'organisation pour les bibliothèques qui se développèrent dans différentes cités de l'empire romain.

## Débats
En plus de quelques descriptions des rares sources littéraires et des découvertes archéologiques, la discussion des études classiques sur le sujet se limite en grande partie à la discussion de la question archéologique de savoir si les vestiges des bâtiments trouvés sur l'Acropole incluent vraiment la bibliothèque de Pergame mentionnée par les auteurs anciens.
Le complexe de bâtiments a été découvert au début des années 1880 par Alexander Conze et Richard Bohn, et les résultats scientifiques ont été publiés en 1885. Conze a été le premier à voir la bibliothèque de Pergame mentionnée dans les sources littéraires. Ils ont supposé que des tasseaux étaient fixés aux trous, des planches de support ou des étagères en bois. Ce dispositif a conduit les archéologues à conclure que la salle servait de débarras. Le fait qu'il s'agissait d'une salle de stockage de livres était également évident à partir de la découverte de la statue d'Athéna, puisque certains auteurs anciens associaient ces statues à des bibliothèques. L'analyse des inscriptions, statues et plaques de recouvrement trouvées, qui ont été interprétées comme des logements pour statuettes, a fourni des arguments supplémentaires à leur thèse. Une comparaison avec d'autres bâtiments de bibliothèques antiques a rendu plausible pour Conze et Bohn que les découvertes sont une bibliothèque.
En 1897, le bibliothécaire et philologue Karl Dziatzko a abordé la question de savoir si les quatre salles appartiennent réellement à une bibliothèque dans sa contribution à la Realencyclopädie der classischen Altertumswissenschaft. Il a critiqué l'interprétation de Conze et Bohn, mais ne l'a pas expressément rejetée. De même, Bernt Götze a jugé l'interprétation en 1937 comme plausible, mais encore incertaine. En 1944, Christian Callmer modifie à nouveau l'interprétation initiale de Conze et Bohn. Il a supposé que la grande salle n'était pas utilisée pour installer des étagères pour les parchemins, mais équivalait à une salle de réunion et de fête. Les rouleaux étaient logés dans les trois pièces adjacentes.
En 1984, Lora Lee Johnson s'est prononcée contre une interprétation en tant que bibliothèque et a vu une salle d'exposition de statues dans la salle principale. L'archéologue Harald Mielsch a supposé en 1995 que la bibliothèque de Pergame attestée dans la littérature était située dans le Gymnase de Pergame, où ont été trouvées deux inscriptions mentionnant une bibliothèque. Il n'a vu aucune preuve de son emplacement dans le sanctuaire d'Athéna et, comme Johnson, a interprété les vestiges du bâtiment comme le trésor du sanctuaire, dont la grande salle abritait une collection d'art semblable à un musée avec des statues.
Un défenseur de l'interprétation originale en tant que bibliothèque de Pergame est Wolfram Hoepfner, qui a publié sur le sujet en 1996 et 2002. Il a contredit les représentants de l'opinion contraire, mais a modifié son interprétation en 2002 pour que les trous n'aient pas supporté des étagères, mais aient servi à fixer des canaux d'eau. Une utilisation ultérieure du hall de la bibliothèque comme salle à manger lui semblait plausible,.